# Та-но ками
Та-но ками (яп. 田の神) — японское божество рисового поля («та» — рисовое поле, «ками» — божество, «но» — показатель родительного падежа).

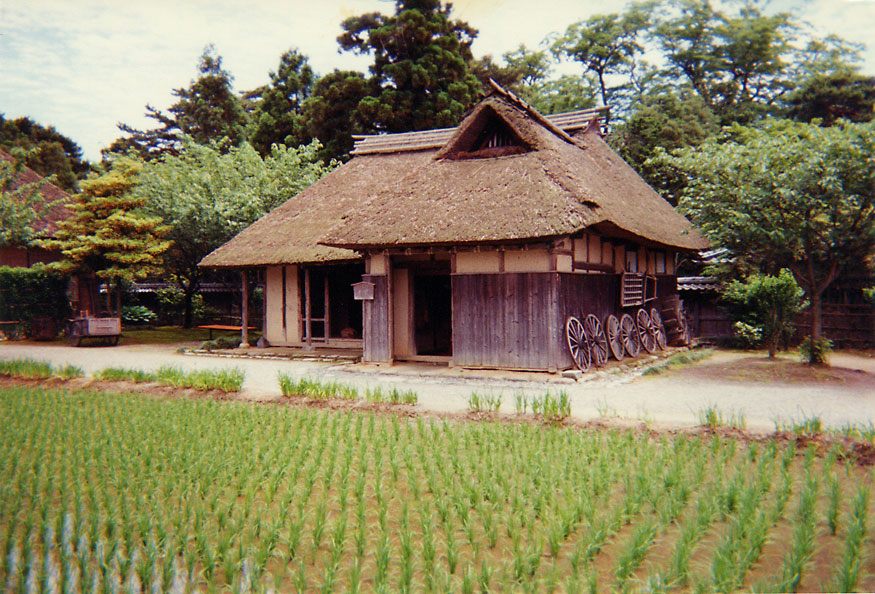
Заливное рисовое поле и жилище (Ниигата, 1990)

Почитание сельскохозяйственных божеств отмечается в Японии с древних времён. Так, в «Анналах Японии» («Нихон сёки») и «Записях о деяниях древности» («Кодзики») можно найти упоминания о таких божествах, как Ука-но митама (倉稲魂), Тоёукэбимэ-но ками (豊受媛神) и Оотоси-но ками (大歳神).
Та-но ками — общее название сельскохозяйственных божеств, для которых в разных регионах Японии существуют свои имена: Но: гами (農神 — «божество сельского хозяйства») в регионе Тохоку, Сакугами (作神) в префектурах Яманаси и Нагано, Цукури-гами (作り神) в районе Кинки, И-но ками (亥の神) в провинциях Тадзима (префектура Хёго) и Инаба (префектура Тоттори), Самбай (Самбай-сама) в регионе Тюгоку и на Сикоку.
Почитание божества рисового поля во многих регионах смешалось с другими верованиями иного происхождения: так, в Восточной Японии в качестве божества рисовых полей почитается Эбису, а в Западной Японии — Дайкоку. Происходит также смешение представлений о божестве рисового поля с божеством той или иной конкретной местности, а также с божеством Инари.

## Божество рисового поля и горное божество
Почитание горных божеств в Японии наблюдается с древних времён и характерно для людей определённых профессиональных занятий: охотников, земледельцев, практикующих подсечно-огневое земледелие, угольщиков (обжиг древесного угля), дровосеков (лесорубов), пильщиков, ремесленников, работающих с деревом, работников рудников и копей и других людей, живущих или работающих в горах. Горы в Японии — основное место произрастания деревьев и обитания диких животных.
Крестьяне, в свою очередь, считали, что божество гор весной, с началом сельскохозяйственных работ, спускается с гор в поля и становится божеством рисовых полей, помогая крестьянам в их труде и принося урожай. Подобные представления распространены по всей территории Японии. Например, в городе Мураками (префектура Ниигата) считается, что 16-го числа 3-го месяца божество рисового поля прибывает из страны Тэндзику (старое восточноазиатское название Индии, по-китайски — Тяньчжу) и поселяется в доме. 16-го числа 4-го месяца это божество переселяется на рисовые поля, а 16-го числа 10-го месяца вновь возвращается в дом. В эти дни принято подносить Эбису сладкие рисовые лепешки ботамоти.

## Божество рисового поля и пугало

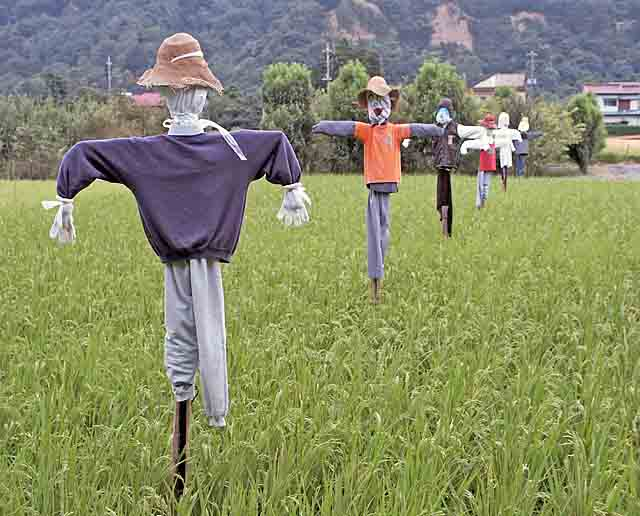
Пугало

Пугало воспринимается как место физического пребывания (ёрисиро) божества рисового поля.
Божество Пугало Горных Полей по имени Куэбико встречается в мифе о сотворении Срединной Страны-Тростниковой равнины божеством Оокунинуси. «Этот бог, хоть ноги и не ходят у него, все дела в Поднебесной знает» («Записи о деяниях древности», глава 22).
В некоторых регионах верования, связанные с пугалом, смешались с представлениями о божестве гор, и в честь пугала в рамках праздника урожая и обрядов «малого Нового года» (15-й день Нового года) устраиваются особые празднества.
В некоторых регионах пугало прямо отождествляется с божеством рисового поля.

## Божество рисового поля и божество дома
В связи с представлениями о приходящем и уходящем божестве рисового поля (перемещение с гор в дом, из дома в поле, из поля обратно в дом и т. п.) наблюдается тесная связь между божеством рисового поля и домашним божеством (ясики-гами, 屋敷神), которое в свою очередь тесно связано с почитанием предков.
В Японии с древних времён считалось, что духи умерших предков обитают в горах, поэтому существовала традиция устраивать места почитания духов предков в горных лесах неподалёку от жилища. По одной из версий, именно отсюда происходит культ почитания божества дома. В древности считалось, что божества и духи не пребывают постоянно в одном и том же месте, а являются в определённое место, где в их честь устраивается приём (празднество), после чего они уходят обратно. Празднества в честь божества дома проводились в основном весной и осенью, наслаиваясь тем самым на празднества в честь божества рисового поля. В результате образовалась тесная спайка между представлениями о трёх различных божествах: рисового поля, предков и дома.

## Празднества в честь божества рисового поля
Сельскохозяйственные обряды в честь божества рисового поля проводились в основном весной и осенью в связи с началом и окончанием работ.
Мольба о будущем урожае
В качестве примера обрядов в честь божества рисового поля с мольбой о будущем урожае можно привести обряд Ханадзоно-но ондамаи поселка Кацураги префектуры Вакаяма, сохранившийся с середины эпохи Хэйан. Обряд проводится раз в два года, в восьмой день первого месяца по старому календарю. В рамках обряда в качестве подношения божеству рисового поля исполняются танцы, изображающие весь ход работ от посева до сбора урожая, под аккомпанемент барабанов тайко, флейт фуэ, палок для обмолота зерна и др.
Другой пример — «танцы посева риса» (тауэ-одори) города Сендай (префектура Мияги).
Праздник отверстия для воды в оросительных каналах
Минакути мацури (水口祭) — обряд почитания божества рисового поля в период засева рисовых рассадников (минакути — отверстие для впуска (отвода) воды в оросительных каналах, мацури — празднество).
В квартале Макабэ города Сакурагава префектуры Ибараки весной к отверстию для воды в оросительных каналах несут дубинку из сумаха китайского, заготовленную в Новый год и именуемую «божество рисового поля» (田の神様).
Празднества в период посадки риса
Саори
Саори — праздник встречи божества рисового поля в период начала посадки риса. На алтарь, в роли которого используется ниша в стене жилища (токонома), подносят, как правило, три рисовых ростка из рисового рассадника. В разных регионах этот праздник может носить разные названия: сабираки, сайкэ, васауэ, самбай-ороси и др.
Санабури
Санабури — праздник проводов божества рисового поля по завершении посадки риса. Другие названия — санобори, сиромитэ и др.
Жатва (уборка урожая)

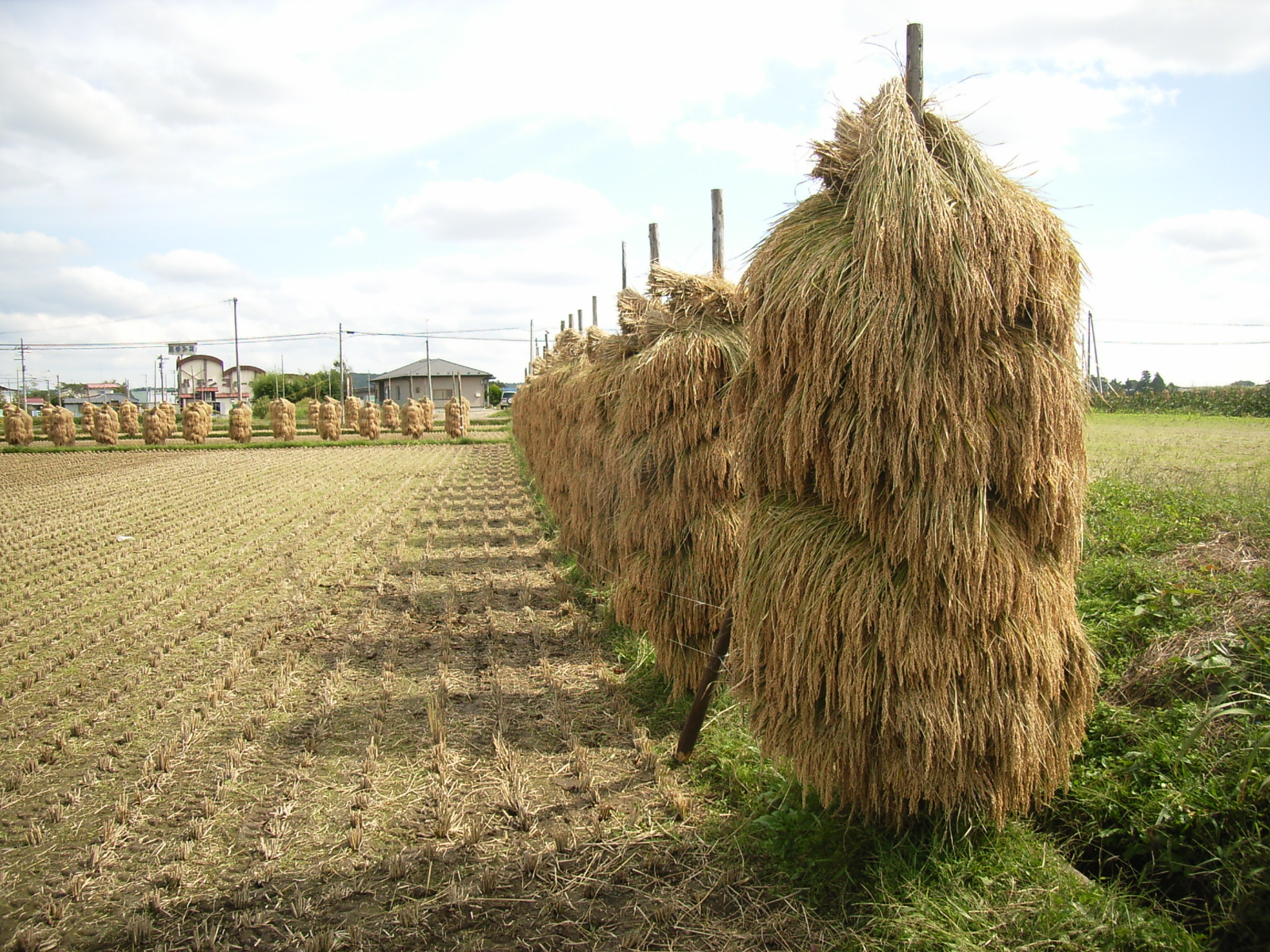
Жатва

Праздник жатвы отмечался после окончания работ по уборке урожая риса. Считается, что во время этого праздника божество рисового поля покидает поле. В разных регионах Японии этот праздник называется по-разному: в регионе Тохоку — Микунити (三九日, букв. — «три девятых дня»), в регионе от северо-западных районов Канто до Косинъэцу (префектуры Яманаси, Нагано и Ниигата) — Тооканъя (十日夜, букв. — «ночь десятого дня»), в регионе от Западной Японии до побережья Тихого океана — Иноко (亥子, «первый в месяце день свиньи») и т. д. Во время праздника окончания жатвы в качестве украшения ритуального пространства используются отмытые серпы, которые применялись во время уборки риса. Божеству рисового поля в жертву приносятся сладкие рисовые лепёшки (охаги, ботамоти).
«Три девятых дня»
Словом микунити (букв. — «три девятых дня») называют три дня — 9-й, 19-й и 29-й день 9-го месяца по старому календарю. Другие названия — кунити, окунти, микунти, санкунити и др. В регионе Тохоку считается, что до 29-го дня 9-го месяца нужно убрать урожай риса, а в десятом месяце божество рисового поля отправляется в путь в провинцию Идзумо.
«Ночь десятого дня» (тооканъя)
Обряд окончания жатвы праздновался на 10-й день 10-го месяца по старому календарю. В рамках этого обряда дети били снопами соломы по земле, а божеству преподносились сладкие рисовые лепёшки. В префектуре Нагано в этот день пугало с поля перемещают во двор дома и подносят ему рисовые лепёшки, причём в некоторых районах огонь для приготовления этих лепёшек разводят при помощи подожжённой шляпы пугала. В некоторых районах считается, что в вознесении на небо пугало сопровождает лягушка, которая несёт на спине поднесённые пугалу рисовые лепёшки.
Первый в месяце день свиньи
В первый день свиньи десятого месяца по старому календарю дети обходят дома, где их угощают рисовыми лепёшками. Этот обычай распространён в регионе от побережья Тихого океана до Западной Японии и юга острова Кюсю.
Аэнокото
На северной оконечности полуострова Ното (префектура Исикава) сохранился обряд Аэнокото — обряд встречи возвращающегося с полей в дом божества полей. Этот обряд проводится после сбора урожая, на 5-й день 11-го месяца по старому календарю. Божество рисового поля, которое охраняло рисовое поле, приглашают в дом и подносят ему собранный в этом году урожай.
В былые времена в начале весны, в 9-й день 1-го месяца года, практиковался также обряд проводов божества полей из дома в поля.
Праздник нового урожая
Праздник нового урожая (ниинамэсай, 新嘗祭) проводится в форме совместной трапезы людей и божества.

## Изображения

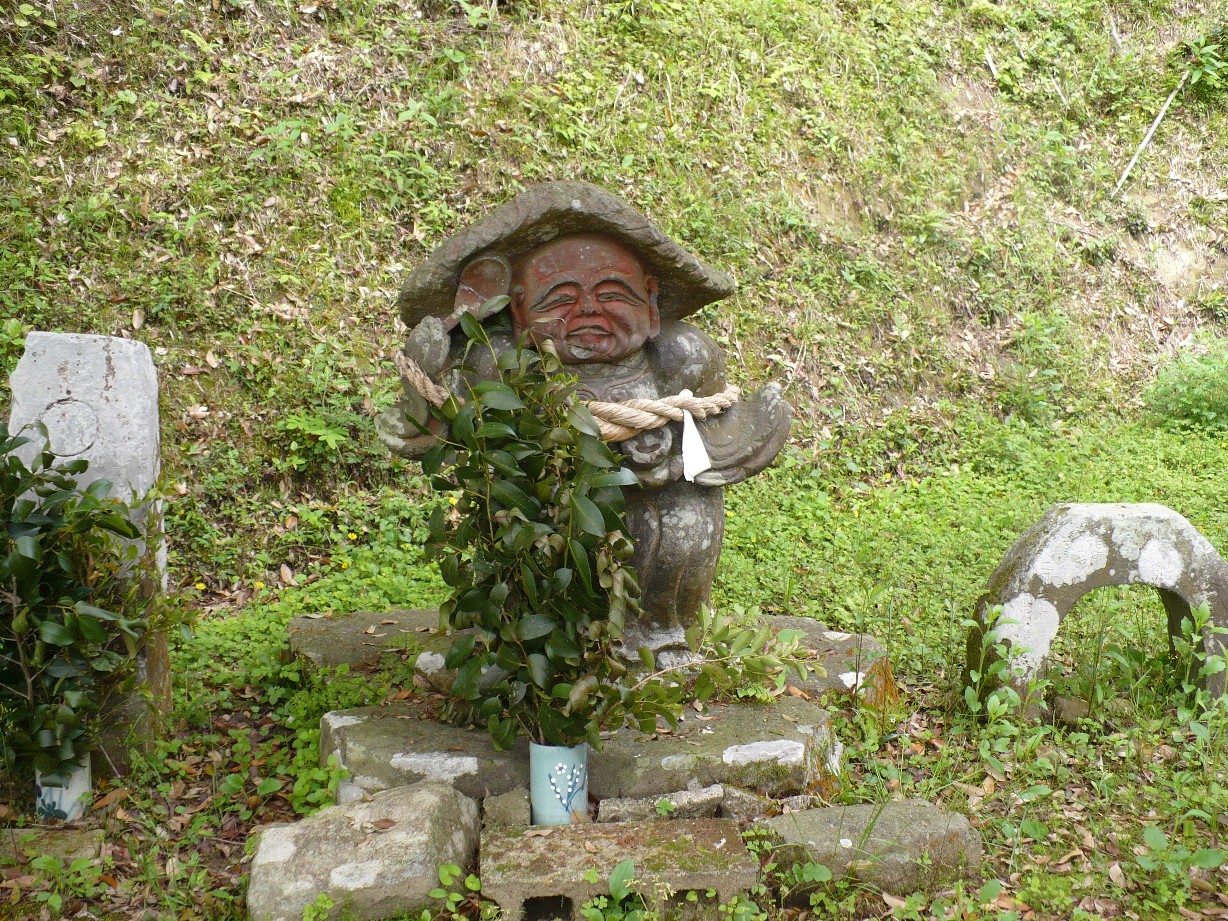
Каменное изображение божества рисового поля (Кагосима)

Сведений о внешнем облике божества рисового поля мало.
Физическим местом пребывания (ёрисиро) божества рисового поля часто считается ветка дерева или пучок веток, воткнутых рядом с отверстием для воды в оросительном канале рисового поля, цветы, камни и т. д. Особенностью этого божества является то, что у него нет постоянного святилища.
На юге острова Кюсю распространены каменные изображения божества рисового поля; божество держит в руках плоскую лопаточку сямодзи, которая применяется в японской кухне для перемешивания риса. Считается, что впервые такие изображения стали делать в начале XVIII в.
В городе Кагосима изображение божества рисового поля один раз в год, весной, старательно украшают и выносят на улицу, чтобы оно приняло участие в любовании цветением сакуры.

## Лиса как посланник божества рисового поля

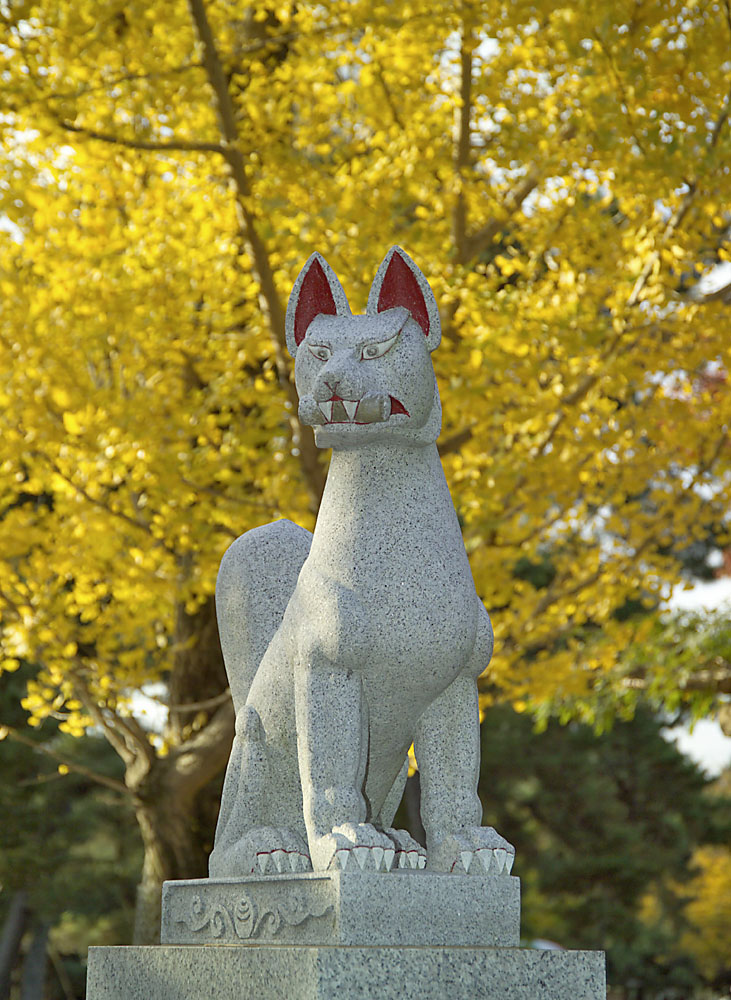
Лисица — божественный посланник

Лиса в японской народной мифологии считается посланником божества рисового поля.
По всей стране распространён топоним «лисья насыпь» (狐塚), который восходит в традиции насыпать холм рядом с рисовым полем в качестве места почитания божества. Впоследствии этот обычай принял форму почитания божества Инари, что привело к широкому распространению культа Инари по всей стране.